# Уевич, Тин
Тин У́евич (хорв. Augustin Tin Ujević) (5 июля 1891, Вргорац, Хорватия — 12 ноября 1955, Загреб, СФРЮ) — хорватский поэт, переводчик, эссеист.

## Биография
Закончил классическую гимназию в Сплите. В 1913—1919, спасаясь от австро-венгерской полиции как крайне левый и подозревавшийся в терроризме, жил в Париже.

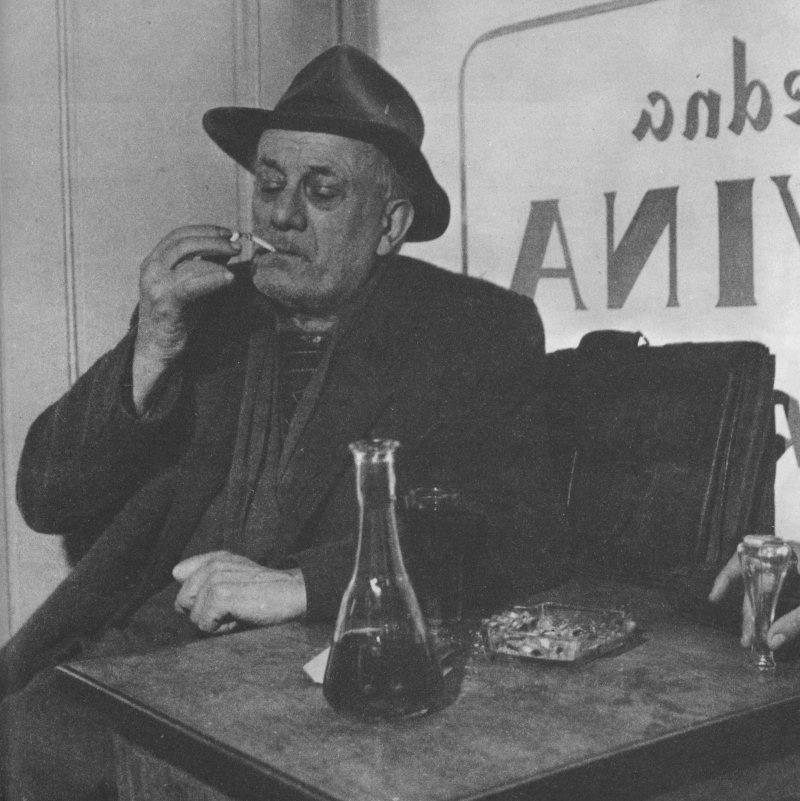
Тин Уевич в кафе

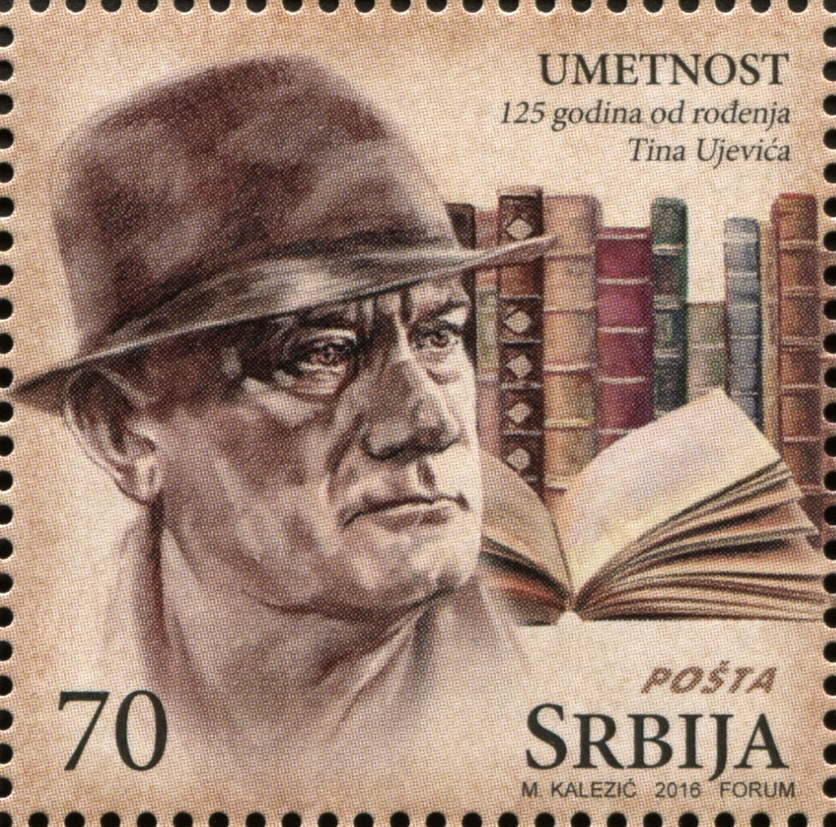
Тин Уевич на почтовой марке Сербии 2016 г

## Творчество
Испытал влияние Бодлера и поэтики западноевропейского модернизма, отличался вызывающе богемным поведением, сам был воплощенным духом модерна в югославской литературе. Выдающийся переводчик западноевропейских литератур нового и новейшего времени (Б. Челлини, Э. По, У. Уитмен, А. Рембо, М. Пруст, Дж. Конрад, Э. Верхарн, А. Жид и др.).

## Произведения
- Lelek sebra / Вопль раба (1920)
- Kolajna / Ожерелье (1926)
- Ojađeno zvono / Опечаленный колокол (1933)
- Skalpel kaosa / Скальпель хаоса (1938)
- Žedan kamen na studencu / Иссохший камень у истока (1954)